# Michendorf
Michendorf – gmina w Niemczech w kraju związkowym Brandenburgia, w powiecie Potsdam-Mittelmark.

## Geografia
Gmina Michendorf położona jest ok. 12 km na południe od Poczdamu. Przez obszar gminy przebiega autostrada A10 i droga krajowa B2.

## Dzielnice
W skład gminy wchodzą następujące dzielnice:
- Fresdorf
- Langerwisch
- Michendorf
- Stücken
- Wildenbruch
- Wilhelmshorst